# Tun Mustapha Tower
Der Tun Mustapha Tower oder Menara Tun Mustapha ist ein Hochhaus, das sich etwa fünf Kilometer außerhalb der Stadtmitte von Kota Kinabalu im malaysischen Bundesstaat Sabah befindet. Das Gebäude wurde 1977 eröffnet und war seinerzeit das zweithöchste Gebäude Borneos. Es handelt sich dabei um ein 30-stöckiges Bürogebäude von 122 Metern Höhe. Es erscheint aus der Ferne zunächst zylindrisch, ist aber tatsächlich ein 72-seitiges Polygon, das mit 2.160 reflektierenden Glaspaneelen verkleidet wurde. Das Gebäude wurde für Windgeschwindigkeiten bis 272 km/h  ausgelegt.
Das Gebäude wurde zunächst als Sabah Foundation Building (Bangunan Yayasan Sabah) errichtet. Nach dem Tod von Tun Mustapha, dem ersten Yang di-Pertua Negeri und dritten Ministerpräsidenten von Sabah, wurde das Gebäude ihm zu Ehren umbenannt.
Das Hochhaus war ursprünglich mit einem Drehrestaurant im 18. Stockwerk ausgestattet, das sich einmal pro Stunde drehte und einen  Blick über den Hafen Likas bot. Der Standort wurde jedoch aufgegeben und dann das Gebäude einer reinen Büronutzung zugeführt. In den Nebengebäuden des Tun Mustapha Tower sind ein Hörsaal, zwei Theaterbühnen, eine Ausstellungshalle, eine Sporthalle, ein Kindergarten und eine Forschungsbibliothek untergebracht.
1997 bestieg der französische Fassadenkletterer Alain Robert mit Genehmigung der Regierung Sabahs das Gebäude im Rahmen einer Benefizveranstaltung.